# مصوبه جرائم علیه شخص ۱۸۶۱
مصوبه جرائم علیه شخص ۱۸۶۱ (۲۴ و ۲۵ ویکتوریا شماره ۱۰۰) یک قانون مصوب پارلمان بریتانیا کبیر و ایرلند است. این قانون، مقررات مربوط به جرائم علیه شخص (اصطلاحی که به‌ویژه شامل جرائم خشونت‌آمیز می‌شود) را از چندین قانون پیشین در یک قانون واحد ادغام کرد. طبق گفته طراح این قانون، بیشتر این مقررات با اندکی تغییر یا بدون تغییر در عبارات، وارد این قانون شدند. این قانون یکی از مجموعه قوانینی است که گاهی به آن‌ها قوانین یکپارچه‌سازی حقوق کیفری ۱۸۶۱ گفته می‌شود و با هدف ساده‌سازی قوانین تصویب شد. این قانون در واقع نسخه بازنگری شده یک قانون یکپارچه‌سازی قبلی، یعنی قانون جرائم علیه شخص ۱۸۲۸ (و معادل ایرلندی آن) است که قوانین بعدی را در خود گنجانده است.
با وجود اصلاحات قابل توجه، این قانون همچنان مبنای پیگیری قضایی صدمات شخصی، به جز قتل، در دادگاه‌های انگلستان و ولز است. این قانون در مستعمرات بریتانیا نیز به کار گرفته شد؛ به‌عنوان مثال، نیوزیلند این قانون را در سال ۱۸۶۶ تصویب کرد.
در انگلستان و ولز و ایرلند شمالی، تمامی موارد مربوط به جرائم جنسی در این قانون لغو شده‌اند. برای قوانین مربوط به جرائم جنسی، به قانون جرائم جنسی ۲۰۰۳ و دستور جرائم جنسی (ایرلند شمالی) ۲۰۰۸ مراجعه کنید. در ایرلند شمالی، این قانون تا سال ۲۰۱۹ و تصویب قانون تشکیل قوه مجریه ایرلند شمالی ۲۰۱۹ مبنای ممنوعیت سقط جنین بود.

## توضیحات
این قانون در زمان تدوین اولیه، روش‌های خاصی را که می‌توانست به وسیله آن‌ها به کسی آسیب وارد شود، فهرست کرده بود. به‌عنوان مثال، بخش ۱۸ این قانون در ابتدا شامل جرم تیراندازی بود که با هر یک از نیات مشخص‌شده می‌توانست اتفاق بیفتد. بخش‌های ۱۱ تا ۱۵ روش‌های مختلفی را که فرد ممکن بود برای تلاش جهت ارتکاب قتل استفاده کند، مشخص می‌کرد.
در برخی موارد، این بخش‌ها به مسائل سیاسی مهم آن زمان اشاره داشتند. به‌عنوان مثال، فنیان‌ها با قرار دادن بشکه‌های مواد منفجره در اماکن عمومی، خواسته‌های سیاسی خود را مطرح می‌کردند؛ از این رو، بخش‌های ۲۸ تا ۳۰ و ۶۴ به‌طور خاص به این مشکل می‌پرداختند، خواه آسیبی وارد می‌شد یا نه. به همین ترتیب، کودکان سنگ‌هایی را به قطارهای عبوری پرتاب می‌کردند و مقررات مربوط به این موارد همچنان پابرجاست.
این قانون در زمان تصویب اولیه شامل ۷۹ بخش بود.
در انگلستان و ولز،تا تاریخ ۱۲ دسامبر ۲۰۲۳ ۳۷ بخش آن همچنان اجرایی هستند که شامل بخش‌های ۴، ۵، ۹، ۱۰، ۱۶ تا ۱۸، ۲۰ تا ۳۸، ۴۴، ۴۵، ۴۷، ۵۷ تا ۶۰، ۶۴، ۶۵، ۶۸ و ۷۸ می‌شوند. از این موارد، تنها بخش‌های ۲۵، ۳۴ تا ۳۶ و ۷۸ بدون لغو یا اصلاح باقی مانده‌اند. در ایرلند شمالی، بخش‌های مختلف این قانون همچنان اجرا می‌شوند.
در ایرلند، تا ۱۲ دسامبر ۲۰۲۳، بخش‌های ۴، ۵، ۹، ۱۰، ۴۸، ۵۷، ۶۰ تا ۶۳ و ۶۸ اجرایی هستند که تنها بخش ۶۳ بدون اصلاح باقی مانده است. بسیاری از لغوها تحت قانون جرائم غیرکشنده علیه شخص ۱۹۹۷ (یک قانون یکپارچه‌سازی) یا قانون کیفری ۱۹۹۷ (که مجازات با اعمال شاقه و تمایز میان جنایت و جنحه را لغو کرد) انجام شدند.

## مجرمان خطرناک
برای جزئیات بیشتر دربارهٔ مجازات‌های مربوط به قتل غیرعمد و جرائم تحت بخش‌های ۴ و ۱۶ تا ۴۷ این قانون، به قانون عدالت کیفری ۲۰۰۳ مراجعه کنید.

## قتل

### بخش‌های ۱ تا ۳ – قتل
بخش‌های ۱ تا ۳ به مجازات اعدام برای قتل مربوط بودند و لغو شده‌اند.
در جمهوری ایرلند، ارجاعات به قتل در این بخش‌ها با ارجاع به قتل سرمایه‌ای طبق بخش ۱۵ قانون عدالت کیفری ۱۹۶۴ تغییر داده شد. این بخش‌ها طبق بخش ۹(۱) و جدول دوم قانون عدالت کیفری ۱۹۹۰ لغو شدند. با این حال، لغو بخش ۱ بر اجرای بخش‌های ۶۴ تا ۶۸ تأثیری نداشت (بخش ۹(۲)).

#### بخش ۱ – مجازات قتل
این بخش جایگزین مقررات مربوط در بخش ۳ قانون جرائم علیه شخص 1828 (9 Geo. 4. c. 31) و بخش ۴ قانون معادل ایرلندی آن، قانون جرائم علیه شخص (ایرلند) 1829 (10 Geo. 4. c. 34) شد.

#### بخش ۳ – دفن جسد
این بخش مقرر کرده بود که جسد هر فردی که به‌دلیل قتل اعدام می‌شود، باید در محدوده آخرین زندانی که در آن محبوس بوده، دفن شود و حکم او باید این موضوع را تصریح کند. این بخش جایگزین مقررات مربوط در بخش ۱۶ قانون آناتومی ۱۸۳۲ (که با بخش ۱ قانون بعدی اصلاح شد) و بخش ۲ قانون به دار آویختن در زنجیر ۱۸۳۴ (ویل.۴ سی.۲۶ ۵ و ۴) شد.

#### بخش ۴
مجازات جرائم تحت این بخش طبق ماده 5(1) دستور اصلاح قانون کیفری (ایرلند شمالی) 1977 (SI ۱۹۷۷/۱۲۴۹) افزایش یافت، اما این افزایش شامل جرائمی که «قبل از شروع این دستور» مرتکب شده بودند، نمی‌شود (ماده 5(3)).

#### ترغیب به قتل
این بخش جرم ترغیب به قتل را تعریف می‌کند.

#### توطئه برای قتل
این بخش جرم توطئه برای قتل در ایرلند را تعریف می‌کند.
لغو بخشی از این ماده که به جرم توطئه برای قتل در انگلستان و ولز مربوط بود، به‌دلیل تدوین مجدد قانون توطئه در بخش اول قانون حقوق کیفری ۱۹۷۷ انجام شد. با این حال، اثر این بخش در ارتباط با توطئه برای ارتکاب قتل در خارج از کشور طبق بخش 1(۴) آن قانون حفظ شد.
لغو بخشی از این ماده که به جرم توطئه برای قتل در ایرلند شمالی مربوط بود، در پی تدوین مجدد قانون توطئه در بخش چهارم دستور تلاش‌ها و توطئه‌های کیفری (ایرلند شمالی) ۱۹۸۳ (SI ۱۹۸۳/۱۱۲۰) انجام شد.